# PostScript Printer Description
PostScript Printer Description, abrégé PPD, est un format de fichier de description des caractéristiques d'une imprimante PostScript. Le fichier est créé à l'installation et lu lors de l'utilisation de l'imprimante (réelle ou virtuelle).